# Novo Goražde
La municipalidad de Novo Goražde o también llamada Ustipraca se localiza dentro de la región de Foča, dentro de la República Srpska, en Bosnia y Herzegovina.

## Localidades
Esta municipalidad de la República Srpska, localizada en Bosnia y Herzegovina se encuentra subdividida en las siguientes localidades a saber:
- Bašabulići
- Blagojevići (un sector)
- Bogdanići
- Borak Brdo
- Borova
- Bošanje
- Bučje
- Donje Selo (un sector)
- Dragolji
- Dragovići
- Džuha
- Đakovići
- Gojčevići
- Gradac
- Hajradinovići
- Hladila
- Hrid
- Hrušanj
- Hubjeri (un sector)
- Jabuka
- Kanlići
- Karauzovići
- Karovići
- Kopači
- Kostenik
- Krašići
- Ljeskovik
- Mašići
- Milanovići
- Nevorići
- Novakovići
- Odžak
- Podhomara
- Podkozara Donja (un sector)
- Podkozara Gornja
- Podmeljine
- Pribjenovići
- Prolaz
- Pršeši
- Radijevići (un sector)
- Radmilovići
- Rusanj
- Seoca
- Sopotnica (un sector)
- Surovi
- Šovšići
- Trebeševo
- Uhotići (un sector)
- Ustiprača
- Vlahovići
- Zakalje
- Zapljevac
- Zemegresi
- Zidine
- Zorlaci
- Zubovići
- Zubovići u Oglečevi
- Žitovo
- Živojevići
- Žuželo (un sector)

## Geografía
La municipalidad de Novo Goražde está ubicada en los valles de los ríos Drina y Praca. Se encuentra entre las montañas y Vučevica Jahorina, cuyos picos más altos de exceder de 1.400 m.
El municipio está rodeado por las de Gorazde, Cajnice, Rogatica, Visegrad y Foca.

## Demografía
Si se considera que la superficie total de este municipio es de 123 kilómetros cuadrados y su población está compuesta por unas cuatro mil personas, se puede estimar que la densidad poblacional de esta municipalidad es de 33 habitantes por cada kilómetro cuadrado de esta división administrativa.